# Konventionalism
Konventionalism är en vetenskaplig filosofisk uppfattning enligt vilken vetenskapliga lagar och teorier inte är sanna eller falska beskrivningar av världen, utan konventioner som uttrycker valet av ett av flera möjliga beskrivningssystem. Outtalade regler spelar en nyckelroll i filosofins struktur. Även om denna inställning vanligen hålls med avseende på grammatikens regler, är dess tillämpning på satserna etik, juridik, vetenskap, biologi, matematik och logik mer kontroversiell.

## Lingvistik
Debatten om språklig konventionalism går tillbaka till Platons Cratylus och Kumārila Bhaṭṭas filosofi. Den har varit standardpositionen för modern lingvistik sedan Ferdinand de Saussures l'arbitraire du signe, men det har alltid funnits avvikande ståndpunkter inom fonosemantik, nyligen försvarade av Margaret Magnus och Vilayanur S. Ramachandran. 

## Matematikens filosofi
Den franske matematikern Henri Poincaré var bland de första som uttryckte en konventionell uppfattning. Poincarés användning av icke-euklidiska geometrier i sitt arbete med differentialekvationer övertygade honom om att euklidisk geometri inte bör betraktas som en a priori sanning. Han menade att axiom i geometri borde väljas för de resultat de producerar, inte för deras uppenbara överensstämmelse med – möjligen felaktiga – mänskliga intuitioner om den fysiska världen. 

## Epistemologi
Konventionalismen antogs av logiska positivister, främst A.J. Ayer och Carl Hempel, och utvidgades till både matematik och logik. För att förneka rationalism ser Ayer två alternativ till empirism angående nödvändigheten av sanningen i formell logik (och matematik): 1) förneka att de faktiskt är nödvändiga, och sedan redogöra för varför de bara verkar så, eller 2) hävda att sanningarna logik och matematik saknar faktainnehåll – de är inte "sanningar om världen" – och förklara sedan hur de ändå är sanna och informativa. John Stuart Mill antog den förra, som Ayer kritiserade och valde sig själv för den senare. Ayers argument bygger främst på analytisk/syntetisk distinktion.
Den franske filosofen Pierre Duhem förespråkade en bredare konventionell syn som omfattar hela vetenskapen. Duhem var skeptisk till att mänskliga uppfattningar är tillräckliga för att förstå verklighetens "sanna", metafysiska natur och menade att vetenskapliga lagar främst borde värderas för deras förutsägelsekraft och överensstämmelse med observationer.
Karl Popper vidgade innebörden av konventionalism ännu mer. I Logiken för vetenskaplig upptäckt definierade han en "konventionell list" som vilken teknik som helst som används av en teoretiker för att undvika konsekvenserna av en förfalskande observation eller experiment. Popper identifierade fyra sådana list:
- införa en ad hoc-hypotes som gör att de motbevisande bevisen verkar irrelevanta;

- modifiera de osttensiva definitionerna för att ändra innehållet i en teori;

- tvivla på tillförlitligheten hos experimentatorn och förklarar att de observationer som hotar den testade teorin är irrelevanta;

- tvivla på teoretikerns skarpsinne när han inte producerar idéer som kan rädda teorin.

Popper hävdade att det var avgörande att undvika konventionella lister om falsifierbarheten av en teori skulle bevaras. Det har hävdats att standardmodellen för kosmologi bygger på en uppsättning konventionella strategier. 
På 1930-talet föreslog den polske filosofen Kazimierz Ajdukiewicz en åsikt som han kallade radikal konventionalism - i motsats till moderat konventionalism utvecklad av Henri Poincaré och Pierre Duhem. Radikal konventionalism beskrevs ursprungligen i Världsbilden och den konceptuella apparaten, en artikel publicerad i "Erkenntnis" 1934. Teorin kan karakteriseras av följande teser: (1) det finns språk eller – som Ajdukiewicz brukade säga – konceptuella apparater (scheman) som inte är interöversättbara, (2) all kunskap måste vara artikulerad på ett av dessa språk, (3) valet av ett språk är godtyckligt och det är möjligt att byta från ett språk till ett annat. Därför finns det ett konventionellt eller beslutsamt element i all kunskap (inklusive perceptuell). I sina senare skrifter – under inflytande av – förkastade Ajdukiewicz radikal konventionalism till förmån för en semantisk epistemologi. 

## Rättsfilosofi
Konventionalism, som tillämpas på rättsfilosofi, är en av de tre rivaliserande rättsuppfattningar som konstruerats av den amerikanske rättsfilosofen Ronald Dworkin i hans verk Lagens imperium. De andra två rättsuppfattningarna är juridisk pragmatism och juridik som integritet.
Enligt konventionalism som definieras av Dworkin, bör en gemenskaps juridiska institutioner innehålla tydliga sociala konventioner som bygger på vilka regler som utfärdas. Sådana regler kommer att fungera som den enda informationskällan för alla samhällsmedlemmar eftersom de tydligt avgränsar alla omständigheter under vilka statligt tvång kommer och inte kommer att utövas.
Dworkin har inte desto mindre hävdat att denna motivering inte stämmer överens med fakta eftersom det finns många tillfällen då tydliga tillämpliga rättsregler saknas. Av detta följer att, som han hävdade, konventionalism inte kan ge någon giltig grund för statligt tvång. Dworkin själv förespråkade lag som integritet som den bästa motiveringen för statligt tvång.
En berömd kritik av Dworkins idé kommer från Stanley Fish som hävdar att Dworkin, liksom rörelsen Kritiska juridiska studier, marxister och anhängare av feministisk rättsvetenskap, gjorde sig skyldig till ett falskt "teorihopp". Fish hävdar att ett sådant misstag härrör från deras felaktiga tro att det finns en allmän eller högre "teori" som förklarar eller begränsar alla verksamhetsområden som statligt tvång.
En annan kritik bygger på Dworkins påstående att positivisternas påståenden motsvarar konventionalism. H.L.A. Hart förnekar, som en mjuk positivist, sådana påståenden som han hade påpekat att medborgare inte alltid kan upptäcka lagen som en ren sak. Det är dock oklart huruvida Josef Raz, en uttalad hård positivist, kan klassificeras som konventionell, eftersom Raz har hävdat att lagen är sammansatt "uteslutande" av sociala fakta, som kan vara komplexa och därmed svåra att upptäcka.
I synnerhet har Dworkin karakteriserat lagen som har den huvudsakliga funktionen att begränsa statens tvång. Nigel Simmonds har avvisat Dworkins ogillande av konventionalism och hävdar att hans karaktärisering av lagen är för snäv.